# Ukrainische 6-Red-Snooker-Meisterschaft 2017
Die ukrainische 6-Red-Snooker-Meisterschaft 2017 war ein Snookerturnier in der Variante 6-Red-Snooker, das vom 10. bis 11. Juni 2017 im BK Bingo in der ukrainischen Hauptstadt Kiew stattfand.
Ukrainischer Meister wurde der Titelverteidiger Wladyslaw Wyschnewskyj, der im Finale Oleksandr Sacharow mit 4:0 besiegte. Den dritten Platz belegten Vorjahresfinalist Serhij Issajenko und Dmytro Ossypenko. Einzige Teilnehmerin war Marija Butscharska, die in der Vorrunde ausschied.

## Modus
Die 16 Teilnehmer traten zunächst im Doppel-K.-o.-System gegeneinander an. Ab dem Halbfinale wurde im K.-o.-System gespielt.

## Vorrunde

### Hauptrunde
| Spiel | Spieler 1              | Ergebnis | Spieler 2          |
| ----- | ---------------------- | -------- | ------------------ |
| 1     | Wladyslaw Wyschnewskyj | 03:03    | Roman Skudar       |
| 2     | Walerij Tkatsch        | 13:13    | Bohdan Schuhalej   |
| 3     | Marija Butscharska     | 30:30    | Oleksandr Sacharow |
| 4     | Mochammed Al-Karmaly   | 31:31    | Borys Portjanskyj  |

| Spiel | Spieler 1        | Ergebnis | Spieler 2           |
| ----- | ---------------- | -------- | ------------------- |
| 5     | Dmytro Ossypenko | 13:13    | Oleh Dwornitschenko |
| 6     | Serhij Kowal     | 30:30    | Nasar Beram         |
| 7     | Oleh Bassenko    | 03:03    | Wadym Baklanow      |
| 8     | Samir Ibrahim    | 31:31    | Serhij Issajenko    |

### 1. Gewinnerrunde
8 Spieler (Sieger der Hauptrunde)
| Spiel | Spieler 1              | Ergebnis | Spieler 2         |
| ----- | ---------------------- | -------- | ----------------- |
| 9     | Wladyslaw Wyschnewskyj | 03:03    | Walerij Tkatsch   |
| 10    | Oleksandr Sacharow     | 03:03    | Borys Portjanskyj |

| Spiel | Spieler 1        | Ergebnis | Spieler 2        |
| ----- | ---------------- | -------- | ---------------- |
| 11    | Dmytro Ossypenko | 03:03    | Nasar Beram      |
| 12    | Oleh Bassenko    | 31:31    | Serhij Issajenko |

### 2. Gewinnerrunde
4 Spieler (Sieger der 1. Gewinnerrunde)
| Spiel | Spieler 1              | Ergebnis | Spieler 2          |
| ----- | ---------------------- | -------- | ------------------ |
| 21    | Wladyslaw Wyschnewskyj | 32:32    | Oleksandr Sacharow |

| Spiel | Spieler 1        | Ergebnis | Spieler 2        |
| ----- | ---------------- | -------- | ---------------- |
| 22    | Dmytro Ossypenko | 31:31    | Serhij Issajenko |

### 1. Verliererrunde
8 Spieler (Verlierer der Hauptrunde)
| Spiel | Spieler 1          | Ergebnis | Spieler 2            |
| ----- | ------------------ | -------- | -------------------- |
| 13    | Roman Skudar       | 13:13    | Bohdan Schuhalej     |
| 14    | Marija Butscharska | 03:03    | Mochammed Al-Karmaly |

| Spiel | Spieler 1           | Ergebnis | Spieler 2     |
| ----- | ------------------- | -------- | ------------- |
| 15    | Oleh Dwornitschenko | 13:13    | Serhij Kowal  |
| 16    | Wadym Baklanow      | 32:32    | Samir Ibrahim |

### 2. Verliererrunde
8 Spieler (Sieger der 1. Verliererrunde gegen Verlierer der Gewinnerrunde)
| Spiel | Spieler 1          | Ergebnis | Spieler 2     |
| ----- | ------------------ | -------- | ------------- |
| 17    | Roman Skudar       | 31:31    | Oleh Bassenko |
| 18    | Marija Butscharska | 32:32    | Nasar Beram   |

| Spiel | Spieler 1           | Ergebnis | Spieler 2         |
| ----- | ------------------- | -------- | ----------------- |
| 19    | Oleh Dwornitschenko | 31:31    | Borys Portjanskyj |
| 20    | Samir Ibrahim       | 31:31    | Walerij Tkatsch   |

### 3. Verliererrunde
4 Spieler (Sieger der 2. Verliererrunde)
| Spiel | Spieler 1     | Ergebnis | Spieler 2   |
| ----- | ------------- | -------- | ----------- |
| 23    | Oleh Bassenko | 03:03    | Nasar Beram |

| Spiel | Spieler 1         | Ergebnis | Spieler 2       |
| ----- | ----------------- | -------- | --------------- |
| 24    | Borys Portjanskyj | 13:13    | Walerij Tkatsch |

### 4. Verliererrunde
4 Spieler (Sieger der 3. Verliererrunde gegen Verlierer der 2. Gewinnerrunde)
| Spiel | Spieler 1     | Ergebnis | Spieler 2              |
| ----- | ------------- | -------- | ---------------------- |
| 25    | Oleh Bassenko | 30:30    | Wladyslaw Wyschnewskyj |

| Spiel | Spieler 1         | Ergebnis | Spieler 2        |
| ----- | ----------------- | -------- | ---------------- |
| 26    | Borys Portjanskyj | 30:30    | Dmytro Ossypenko |

## Finalrunde
|  | Halbfinale             | Halbfinale |                    |                        | Finale | Finale |
|  |                        |            |                    |                        |        |        |
|  |                        |            |                    |                        |        |        |
|  | Oleksandr Sacharow     | 4          |                    |                        |        |        |
|  | Dmytro Ossypenko       | 2          |                    |                        |        |        |
|  |                        |            | Oleksandr Sacharow | 0                      |        |        |
|  |                        |            |                    | Wladyslaw Wyschnewskyj | 4      |        |
|  | Serhij Issajenko       | 0          |                    |                        |        |        |
|  | Wladyslaw Wyschnewskyj | 4          |                    |                        |        |        |
|  |                        |            |                    |                        |        |        |

## Finale
| Finale: Best of 4 Frames BK Bingo, Kiew, Ukraine, 11. Juni 2017 |                |                        |
| Oleksandr Sacharow                                              | 0:4            | Wladyslaw Wyschnewskyj |
| 3:40, 14:48 (48), 1:36, 14:35                                   |                |                        |
| –                                                               | Höchstes Break | 48                     |
| –                                                               | Century-Breaks | –                      |
| –                                                               | 50+-Breaks     | –                      |